# Zeebo
Zeebo — первая игровая консоль, разработанная в Бразилии компаниями Tectoy и Qualcomm. Была выпущена в продажу в июле 2009 года в Бразилии. Ранее объявлялось о планах лицензирования консоли для выпуска в странах БРИКС.
Консоль разрабатывалась как бюджетная игровая платформа, предназначенная для рынка Бразилии. Она имеет невысокие по сравнению с другими современными консолями технические характеристики и рассчитана на подключение к обычным телевизорам, без поддержки HDTV.
Консоль полностью ориентирована на цифровое распространение игр посредством использования технологий мобильной связи. Предполагается, что это позволит эффективно бороться с пиратскими копиями игр.
Среди главных особенностей системы разработчики называют простоту использования и приобретения игр, а также невысокую стоимость консоли и игр для неё. О планах поддержки системы заявили такие компании, как Electronic Arts, Activision, Namco, Capcom, Sega и id Software.
При выходе консоль стоила 499 бразильских песо, но в течение полугода её снизили до 299 (около 170 долларов США), а игры продавались по цене около 10 долларов. Это в несколько раз ниже, чем стоимость лицензионных импортных консолей и игр в Бразилии, а стоимость игр также сравнима со стоимостью нелицензионных копий игр для других консолей.

## Описание
Консоль использует технологии мобильной связи 3G или EDGE, позволяя пользователям покупать и загружать игры через специально разработанный пользовательский интерфейс. Оплата производится виртуальной валютой (Z-Credits), приобретаемой с помощью банковского перевода, кредитной карты или карточек оплаты. Такой подход аналогичен планировавшемуся ранее в невыпущенной игровой консоли Phantom. По заявлению Tectoy, заключившей партнёрский договор с мобильным оператором Claro на предоставление сети 3G для передачи данных, консоль будет иметь постоянное беспроводное подключение к сети без абонентской платы.
При покупке игра будет копироваться в энергонезависимую память консоли. Объём памяти составляет один гигабайт, объём игр — десятки мегабайт. Оплата производится при каждой загрузке игры (при повторной загрузке будет требоваться повторная оплата).
Разработкой консоли занималось 12 компаний, в основном Qualcomm и Tectoy. Аппаратура консоли построена на основе платформы BREW и чипсета MSM (Mobile Station Modem) компании Qualcomm. Низкая стоимость консоли обеспечивается за счёт использования стандартных компонентов и технических решений, используемых в мобильных телефонах.

## Компания Zeebo Inc
Zeebo Inc. является новым названием американского отделения компании Tectoy, открытого в 2007 году в Сан-Диего, Калифорния. Сама компания Tectoy владеет 57 % компании Zeebo Inc., остальными 43 % владеет Qualcomm.

## Игры
На Zeebo представлены такие игры, как FIFA 09, Need for Speed: Carbon, Prey, Crash Nitro Kart, Quake, и Resident Evil 4.
При запуске системы в Бразилии на ней будут предустановлены четыре игры — FIFA 09, Need for Speed: Carbon, Prey и Brain Training. Ещё одна игра, Quake, была доступна для бесплатной загрузки. Все игры будут на португальском языке. Помимо перечисленных игр, библиотека игр состоит более чем из десяти игр, разработанных для консоли. К концу 2009 года Tectoy создала библиотеку из 51 игры.

## Отзывы
Первый обзор Zeebo был сделан бразильским игровым сайтом UOL Jogos. Консоль была сильно раскритикована за долгий отклик управления и графику, сравнимую с играми для мобильных телефонов.

## Характеристики
- Процессор: ARM11 / QDSP-5 на частоте 528 МГц
- Память:
  - 160 МБ ОЗУ, включающего 128 МБ DDR SDRAM и 32 МБ встроенной DDR SDRAM в MSM7201A
  - 1 гигабайт памяти NAND flash
- Видео: Qualcomm Adreno 130 Graphics Core
  - Разрешение 640 x 480 (соотношение сторон 4:3)
  - PAL-M или NTSC
- Звук:
  - 72 канала MIDI (память синтезатора 512 КБ)
  - MP3, PCM, ADPCM, CMX, QCELP
- Беспроводная связь:
  - 3G (со снижением до 2.5G или 2G, если необходимо)
  - Внутренняя антенна
- Интерфейсы:
  - 3 порта USB 2.0 Standard A для геймпадов и других устройств
  - RCA разъёмы для подключения к телевизору, включая стереозвук
  - Слот SD-карты
- Питание: 5-вольтовый адаптер, ток 3 ампера, потребление до 15 ватт
- Размеры: 157 x 215,4×44 мм
- Вес: 1.3 кг